# Le Petit Dinosaure : L'Expédition héroïque
Pour les articles homonymes, voir Le Petit Dinosaure.
Série
Vive les amis
(2007)
Pour plus de détails, voir Fiche technique et Distribution.
Le Petit Dinosaure 14 : L'Expédition héroïque ou Petit Pied, le dinosaure 14 : La Quête des braves au Québec (The Land Before Time XIV : Journey of the Brave) est un film d'animation américain de Davis Doi et Tony Tulipano, sorti en 2016 directement en vidéo. C'est le quatorzième et dernier film, en date, de la saga Le Petit Dinosaure.

## Fiche technique
- Titre original : The Land Before Time XIV : Journey of the Brave
- Titre français : Le Petit Dinosaure 14 : L'Expédition héroïque
- Titre québécois : Petit Pied, le dinosaure 14 : La Quête des braves
- Réalisation : Davis Doi et Tony Tulipano
- Scénario : Cliff Ruby et Elana Lesser, d'après les personnages créés par Judy Freudberg et Tony Geiss
- Direction artistique : Sheldon Arnst
- Montage : Luke Guidici
- Musique : Michael Tavera
- Production : Deirdre Brenner et Lisa Melbye
- Société de production : Universal Animation Studios
- Société de distribution : Universal Pictures
- Pays d'origine :  États-Unis
- Langue originale : anglais
- Format : couleur — 16/9 — son stéréo
- Genre : comédie fantastique
- Durée : 82 minutes (1h22)
- Dates de sortie :
  - États-Unis : 2 février 2016
  - France : 5 avril 2016

## Distribution

### Voix originales
- Felix Avitia : Littlefoot (Petit-Pied)
- Anndi McAfee : Cera / Petrie's Mom (la mère de Pétrie)
- Aria Curzon : Ducky (Becky)
- Jeff Bennett : Petrie
- Rob Paulsen : Spike (Pointu)
- Reba McEntire : Etta
- Damon Wayans Jr. : Wild Arms (Bras-Sauvage)
- Issac Brown : Chomper (Gobeur)
- Meghan Strange : Ruby / Ducky's Mon (la mère de Becky)
- Scott Whyte : Bron
- Corey Burton : Narrator (Narrateur) / Cera's Dad (le père de Céra)
- Barry Bostwick : Grandpa Longneck (Grand-père Long-Cou)
- Miriam Flynn : Grandma Longneck (Grand-mère Long-Cou)

### Voix françaises
Note : Il s'agit, après "Le Petit Dinosaure 3 : la Source Miraculeuse", du deuxième film de la saga dans lequel Roger Carel ne prête pas sa voix à Petrie, ayant pris sa retraite au début des années 2010. C'est Olivier Podesta qui lui succède. De manière générale, aucun des comédiens des suites (Stéphanie Lafforgue, Kelly Marot, Caroline Combes...) n'a repris son rôle dans ce film.
- Fily Keita : Petit-Pied
- Camille Donda : Céra
- Marie-Charlotte Leclaire : Becky
- Olivier Podesta : Petrie
- Barbara Beretta : Etta
- Benjamin Bollen : Bras-Sauvage
- Véronique Augereau : Grand-mère, la mère de pétrie
- Michel Bedetti : Grand-père
- Paul Borne : Bron, le père de Céra
- Lilia Aragones : Gobeur et Ruby
- ? : La mère de Becky
- Benoît Allemane : le narrateur

Version française réalisée par Mediadub International, direction artistique : Jean-Claude Donda, direction des chansons : Claude Lombard.